# Англо-бурська війна (фільм, 1914)
«Англо-бурська війна» (англ. The Boer War) — американська драма режисера Джорджа Мелфорда 1914 року.

## У ролях
- Едвард Клісбі — генерал Ламберт у відставці
- Джейн Вульф — місіс Ламберт
- Марін Сайс — Джейн Ламберт, їх дочка
- Вільям Брантон — лейтенант Джек Ламберт, їх син
- Лоуренс Пейтон — капітан Доун
- Вільям Г. Вест — Жобер, генерал бурів